# Zahodna Bengalija
Zahodna Bengalija (bengalsko Poshchim Bongo, izgovorjava [ˈpoʃtʃim ˈbɔŋɡo] (), okrajšava WB) je zvezna država v okviru Indije. Nahaja se na vzhodu Indije ob Bengalskem zalivu. Je četrta najbolj obljudena zvezna država v Indiji s preko 91 milijoni prebivalcev (po podatkih za 2011). Njeno ozemlje je na območju 34.267 km². Je del bengalskega etničnega območja in meji na Bangladeš na vzhodu, na Nepal in Butan na severu; mejo ima tudi s petimi indijskimi zveznimi državami: Odiša, Džarkand, Bihar, Sikim in Asam. 
Glavno mesto je Kalkuta (Kalkuta), ki je sedmo največje mesto v Indiji. V geografskem smislu Zahodna Bengalija obsega Dardžilinško himalajsko hribovje na skrajnem severu države, območje Delta Gangesa, regijo Rarh in pa priobalni Sundarbans. Glavna narodnostno-etnična skupnost so Bengalci, oziroma Hindujski Bengalci, ki predstavljajo demografsko večino.
Bengalija je prišla pod oblast Britanske Vzhodnoindijske družbe po vojaški zmagi leta 1757 in Kalkuta je bila od takrat glavno mesto Britanske Indije. Dolgo obdobje britanske uprave je prineslo razmah »zahodnega izobraževanja« in Bengalski britanski uradniki so množično služili v drugih delih Britanske Indije. Bengalija je bila z indijsko osamosvojitvijo leta 1947 razdeljena po verski osnovi v dva dela: Zahodno Bengalijo – indijsko zvezno državo s hindujsko večino  – in »Vzhodno Bengalijo« z muslimansko večino - kot del novonastalega Vzhodnega Pakistana, ki je leta 1971 postal Bangladeš. Zahodna Bengalija je znana tudi po tem, da je v tej indijski zvezni državi med letoma 1977 in 2011 vladala Komunistična partija in je tako dosegla svetovni rekord po najdaljšem vladanju komunistične vlade.
Zahodna Bengalija je tudi znana kot »kulturna prestolnica Indije«. Slovi po bogati kulturni dediščini, z razvitim kulturnim udejstvovanjem številnih kulturnih inštitucij in kulturnih ustvarjalcev vključujoč nobelovca Rabindranath Tagore-ja, številnih glasbenikov, filmskih producentov in drugih umetnikov kot so igralci, slikarji in kiparji. V Kalkuti je bilo izdanih kar šest del sodobnega slovenskega literarnega avtorja Evalda Flisarja v številnih ponatisih in več odrskih izvedbah. 

## Zgodovina

### Antika
V zvezni državi so izkopali orodja iz kamene dobe, stara 20.000 let, kar kaže na človeško prisotnost 8000 let prej, kot so mislili znanstveniki. Po indijskem epu Mahabharata je bila regija del kraljestva Vanga. V bengalski regiji je bilo prisotnih več vedskih kraljestev, vključno z Vango, Rarhom, Pundravardhano in kraljestvom Suhma.
Najzgodnejšo omembo Bengalije zasledimo v starogrških virih okoli leta 100 pr. n. št. ko je omenjena dežela, ki ji vlada kralj Xandrammes imenovan Gangaridai. Beseda domnevno izhaja iz Gangahrd (dežela z Gangesom v njenem osrčju) in nakazuje na območje v Bengaliji. Kasneje v obdobju med 3. in 6. stoletjem je bilo na tem območju kraljestvo Magadha, ki je spadalo v Guptski imperij.

### Srednji vek
Prvi v pisnih virih znani kralji Bengalije so bili Šašanka, ki so vladali v zgodnjem 7. stoletju. Po obdobju anarhije je leta 750 na oblast prišel kralj Gopala. Ta je ustanovil Bengalski budistični Imperij Pala, ki je vladal celotni regiji naslednjih štiristo let ter se razširil čez večji del Južne Azije: od Asama na severovzhodu, do Kabula na zahodu, in do Andra Pradeša na jugu. Atiša je bil priznan Bengalski budistični učitelj, ki je zaslužen za ponovno obuditev budizma v Tibetu in je tudi imel funkcijo opata na Univerzi Vikramšila.
Dinastijo Pala je kasneje nasledilo za kratek čas hindujsko kraljestvo Sena. V 12. stoletju so islam v Bengalijo razširili Sufijski misijonarji. Vzporedno je muslimanska osvojitev ozemlja pomagala tudi razširiti Islam po celotni regiji. To se je zgodilo, ko je Bakhtijar Khildži, general turškega porekla v imenu Delhijskega sultanata, premagal  Lakšman Seno iz dinastije Sena in zavzel pretežni del Bengalije. Tako so potem območju vladale dinastije sultanov in fevdalnih gospodarjev Bengalskega sultanata za naslednjih nekaj stoletij.

### Pozni srednji vek in zgodnja moderna doba
Muslimansko zavzetje Bengalije je pomagalo pri širitvi islama po celi regiji. Čeprav je velik del prebivalstva vzhodne in osrednje Bengalije postal muslimanski, je hinduizem ostal dominantna religija v južni Bengaliji in ostal pod močnim vplivom Vaišnavizma. Manjše hindujske državice ali gospostva ter Kraljevina Bhati so še naprej vladali delom Bengalije. Bengalski sultanat je bil prekinjen za 20 let z uporom Hindujcev pod vodstvom Radža Ganeša. V začetku 14. stoletja je islam na območje Silhet regije uvedel muslimanski svetnik Šah Džalal. Mogulski general Man Singh je v času vladavine cesaeja Akbarja zasedel dele Bengalije vključujoč Dako. Nekaj Radžput plemen iz njegove vojske se je za stalno naselilo okoli Dake. Kasneje v začetku 17. stoletja je Islam Kan zasedel celotno Bengalijo. Dvor Mogulskega cesarstva je za upravljanje Bengalije imenoval guvernerje, ki so bili na pol neodvisni od vladarjev v Delhiju. Imenovali so se navab in med njimi še posebej tisti iz Muršidabada. 
Ko je moč Mogulskega cesarstva oslabela, kar se je zgodilo s smrtjo Aurangzeba leta 1707, so Bengaliji vladali navabi do leta 1757. V Mogulskem obdobju je bilo ustanovljenih v Bengaliji več neodvisnih hindujskih držav. Takšne so bile Pratapaditja v okraju Džesore in Radža Sitaram Radž, ki je vladal Bardhamanu. Prav tako je dinastija Koč v severni Bengaliji cvetela v 16. in 17. stoletju vse do pričetka britanske kolonialne dobe. Ta je prišla leta 1757, ko je bila po bitki pri Plaseju večina Bengalije priključena Vzhodnoindijski družbi.
Več evropskih trgovcev je v Bengalijo prispelo ob koncu 15. stoletja. Njihov vpliv je narastel v 18. stoletju, ko je Vzhodno indijska družba leta 1765 dobila pravico pobirati dohodke v Bengalski provinci (subah) po pogodbi med njo in Mogulskim cesarjem po bitki pri Buksarju leto dni prej. Mir Kasim je bil zadnji neodvisni navab, ki so ga Britanci vojaško premagali.

### Kolonialno obdobje
Bengalsko predsedstvo, uradno predsedstvo Fort Williama v Bengaliji in kasneje provinca Bengalija, je bilo ustanovljeno leta 1765 in je kasneje vključevalo vsa britanska ozemlja pod kontrolo severno od province sedaj imenovane Madja Pradeš), od izliva reke Ganges in Brahmaputra do Himalaje in do Pandžaba. Bengalska lakota leta 1770 je zahtevala milijon življenj zaradi davčne politike Britanske družbe. Sedež Vzhodno indijske družba Kalkuta je bila leta 1772 imenovana za glavno mesto Britanske Indije. Leta 1793 je Vzhodno indijska družba ukinila lokalno zakonodajo (nizamat) in si nekdanjo mogulsko provinco enostavno priključila.
Bengalska renesansa in Brahmo Samaj socialno-kulturno reformno gibanje je imelo velik učinek na kulturno in gospodarsko življenje Bengalije. Neuspešen Indijski upor leta 1857, ki se je pričel v okolici Kalkute in imel za posledico prenos oblasti na Britansko krono, ki jo upravlja Indijski podkralj. Med letoma 1905 in 1911 je prišlo do razdelitve Bengalije na dva dela. Bengalijo je nato med II. svetovno vojno prizadela Velika bengalska lakota, ki je zahtevala kar tri milijone življenj.
Bengalija je igrala pomembno vlogo v gibanju za neodvisnost Indije, v katerem so bile v ospredju revolucionarne skupine kot npr. Anušilan Samiti in Džagantar. Oboroženi poskusi upora proti britanski vladavini so v Bengaliji dosegli višek ko je Subhas Čandra Bose povedel indijsko narodno armado iz Jugovzhodne Azije proti Britancem.

### Bengalska renesansa
Bengalska renesansa je izraz, ki označuje socialno-religiozno reformno gibanje v 19. in zgodnjem 20. stoletju v mestu Kalkuta, ki ga je vodila kasta Hindujcev pod pokroviteljstvom britanskega podkralja, ki je oblikovalo reformirano religijo imenovano brahm dharma. Bengalska renesansa se je začela z dejavnostjo reformista in humanitarca Radža Ram Mohan Roy (1775–1833), ki ga štejemo za »očeta bengalske renesanse« in ki se konča s prvim azijskim dobitnikom Nobelove nagrade Rabindranatom Tagorejem  (1861–1941), čeprav je bilo še potem več unikatnih intelektualcev in kreativnežev. Bengalija je bila v 19. stoletju unikatna mešanica religioznih in družbenih reformatorjev, učenjakov, literarnih veličin, novinarjev, patriotskih govorcev iz znanstvenikov, ki so vsi prispevali k videzu renesanse in so zaznamovali tranzicijo iz srednjeveškega v moderno.
Druge osebnosti, ki jih smatramo kot del bengalske renesanse so še Swami Vivekananda, ki ga smatramo kot glavnega zaslužnega za uveljavljanje vedante in joge v Evropi in Ameriki, ki je zaslužen za vzpon medverskega zavedanja in ki je pripeljal hinduizem v položaj svetovne religije v 1800-tih. Džagadiš Čandra Bose pa je bil bengalski polihistor: fizik, biolog, botanik, arheolog in pisec znanstvene fantastike, ki je bil pionir v raziskavah radia in  mikrovalov optike, pomembno doprinesel k znanosti o rastlinah.. Satyendra Nath Bose je bil bengalski fizik, specializiran na matematično fiziko. Znan je po delih na področju kvantne mehanike v zgodnjih 1920-tih in prispeval k ustanovitvi Bose–Einsteinove statistike in teorije Bose–Einsteinov kondenzat. Po njem je poimenovan boson.

### Gibanje za neodvisnost
Mnogi zgodnji zagovorniki in aktivisti boja za neodvisnost ter kasnejši vodje gibanja so bili Bengalci kot npr.:  Chittaranjan Das, Khwaja Salimullah, Surendranath Banerjea, Huseyn Shaheed Suhrawardy, Netaji Subhas Chandra Bose, Titumir (Sayyid Mir Nisar Ali), Prafulla Chaki, A. K. Fazlul Huq, Maulana Abdul Hamid Khan Bhashani, Bagha Jatin, Khudiram Bose, Surya Sen, Binoy-Badal-Dinesh, Sarojini Naidu, Aurobindo Ghosh, Rashbehari Bose in Sachindranath Sanyal.

### Razdelitev Bengalije
Prva delitev leta 1905 je razdelila regijo Bengalije v okviru Britanske Indije na dve provinci iz administrativnih in razvojnih nagibov. Vsekakor pa je delitvi botroval hindujski nacionalizem. To je vodilo k oblikovanju Vseindijske muslimanske lige v Daki leta 1906, da bi predstavljala naraščajoče aspiracije muslimanskega prebivalstva. Ta delitev je bila odpravljena leta 1912 po protestih Indijskega nacionalnega kongresa  in Hindu Mahasabha.
S propadom hindujsko-muslimanske enotnosti v Indiji je bila Muslimanska liga kasneje leta 1943 potisnjena v sprejetje Lahorske resolucije, ki zahteva oblikovanje »neodvisnih držav« na vzhodu in severozahodu Britanske Indije. Resolucija tlakovala pot k razdelitvi Britanske Indije, ki je temeljila na Radcliffe liniji leta 1947, kljub temu, da so obstajali poskusi oblikovati državo Združeno Bengalijo, ki pa ji je nasprotovalo mnogo ljudi.

### Po razglasitvi neodvisnosti Indije
Ko je Indija leta 1947 pridobila neodvisnost, je bila Bengalija razdeljena po verskih mejah. Zahodni del je šel v Dominion Indije in se imenoval Zahodna Bengalija. Vzhodni del je pripadel Pakistanu kot provinca, imenovana Vzhodna Bengalija (kasneje leta 1956 preimenovan v Vzhodni Pakistan), ki je leta 1971 postala neodvisna država Bangladeš. Leta 1950 se je kneževina Cooch Behar združila z Zahodno Bengalijo. Leta 1955 je bila bivša Francoska enklava Chandannagar, ki je prešla pod kontrolo Indije po letu 1950, vključena v Zahodno Bengalijo; prav tako so bili Zahodni Bengaliji priključeni deli Biharja. Tako Zahodna kot Vzhodna Bengalija sta bili soočeni z masovnim prilivom beguncev tako med kot tudi po razdelitvi leta 1947.

## Geografija
Zahodna Bengalija je na vzhodnem ozkem grlu Indije in se razteza od Himalaje na severu do Bengalskega zaliva na jugu. Država ima skupno površino 88.752 kvadratnih kilometrov. Himalajsko hribovje Dardžiling na skrajnem severu države je del vzhodne himalajske gorske verige. V tej regiji je Sandakfu, ki je s 3636 m najvišji vrh v državi. Ozko območje Tarai ločuje hribovje od severnobengalskih nižin, ki nato proti jugu prehajajo v delto Gangesa. Regija Rarh se razteza med delto Gangesa na vzhodu ter zahodno planoto in visokogorjem. Majhna obalna regija je na skrajnem jugu, medtem ko gozdovi mangrov Sundarbans tvorijo geografsko mejo v delti Gangesa.
Glavna reka v Zahodni Bengaliji je Ganges, ki se deli na dva kraka. En krak vstopi v Bangladeš kot Padma ali Pôdda, medtem ko drugi teče skozi Zahodno Bengalijo kot reki Bhagirathi in Hooghly. Jez Faraka čez Ganges napaja krak reke Hooghly z dovodnim kanalom. Njeno upravljanje vodnega toka je bilo vir dolgotrajnega spora med Indijo in Bangladešem. Reke Testa, Torsa, Džaldhaka in Mahananda so v severnem hribovitem območju. Zahodna planota ima reke, kot so Damodar, Adžaj in Kangsabati. Delta Gangesa in območje Sundarbans imata številne reke in potoke. Onesnaženje Gangesa zaradi nediskriminatornih odpadkov, odvrženih v reko, je velik problem. Reka Damodar, še en pritok Gangesa in nekoč znan kot Bengalska žalost (zaradi pogostih poplav), ima več jezov v okviru projekta doline Damodar. Vsaj devet okrožij v državi trpi zaradi onesnaženja podzemne vode z arzenom in od leta 2017 je bilo po ocenah 1,04 milijona ljudi prizadetih zaradi zastrupitve z arzenom.
Podnebje Zahodne Bengalije se spreminja od tropske savane v južnih delih do vlažnega subtropskega na severu. Glavni letni časi so poletje, deževno obdobje, kratka jesen in zima. Medtem ko je poletje na območju delte znano po prekomerni vlažnosti, zahodno višavje doživi suho poletje, kot je severna Indija. Najvišje dnevne temperature segajo od 38 °C do 45 °C. Ponoči hladen južni vetrič nosi vlago iz Bengalskega zaliva. V zgodnjem poletju se pogosto pojavijo kratke nalivi in nevihte znane kot Kalbaisakhi ali Nor'westers. Zahodna Bengalija sprejema vejo monsuna v Indijskem oceanu v Bengalskem zalivu, ki se giblje v smeri od jugovzhoda proti severozahodu. Monsuni prinašajo dež v celotno državo od junija do septembra. V okrožju Dardžiling, Džalpaiguri in Cooch Behar so opazili obilne padavine nad 250 centimetrov. Med prihodom monsunov nizek pritisk v regiji Bengalskega zaliva pogosto povzroči nastanek neviht na obalnih območjih. Zima (december–januar) je na nižinah mila s povprečno najnižjo temperaturo 15 °C. Pozimi piha hladen in suh severni veter, ki močno zniža raven vlažnosti. Območje Dardžiling Himalayan Hill doživlja ostro zimo z občasnimi snežnimi padavinami.

### Flora in favna
V India State of Forest Report 2017 je zabeležena gozdna površina v državi 16.847 km², medtem ko je bila leta 2013 gozdna površina 16.805 km², kar je 18,93 % geografskega območja države v primerjavi s takratnim državnim povprečjem 21,23 %. Rezervati ter zavarovani in nerazvrščeni gozdovi od leta 2009 predstavljajo 59,4 %, 31,8 % oziroma 8,9 % gozdnatih površin. Del največjega mangrovega gozda na svetu, Sundarbans v južni Zahodni Bengaliji.
S fitogeografskega vidika lahko južni del Zahodne Bengalije razdelimo na dve regiji: Gangeško nižino in obalne mangrove gozdove Sundarbans. Aluvialna prst Gangeške nižine v kombinaciji z ugodnimi padavinami naredi to regijo še posebej rodovitno. Velik del vegetacije zahodnega dela države ima podobno vrstno sestavo kot rastline na planoti Čota Nagpur v sosednji državi Džharkhand. Prevladujoča komercialna drevesna vrsta je Shorea robusta, splošno znana kot sal. Obalna regija Purba Medinipur razkriva obalno vegetacijo; prevladujoče drevo je Casuarina. Znano drevo iz Sundarbansa je vseprisotni sundari (Heritiera fomes), po katerem je gozd dobil ime.
Razporeditev vegetacije v severni Zahodni Bengaliji narekujejo nadmorska višina in padavine. Na primer, vznožje Himalaje, Dooars, je gosto poraslo s salom in drugimi tropskimi zimzelenimi drevesi. Nad nadmorsko višino 1000 metrov gozd postane pretežno subtropski. V Dardžilingu, ki je nad 1500 metri, prevladujejo gozdna drevesa zmernega pasu, kot so hrasti, iglavci in rododendroni.
3,26 % geografskega območja Zahodne Bengalije je zaščiteno ozemlje, ki obsega petnajst zavetišč za divje živali in pet narodnih parkov — narodni park Sundarbans, rezervat tigrov Buxa, narodni park Gorumara, narodni park Neora Valley in narodni park Singalila. Obstoječe divje živali so indijski nosorog, indijski slon, jeleni, leopardi, gaur, tiger in krokodili ter številne vrste ptic. Ptice selivke prihajajo v državo pozimi. Visokogorski gozdovi narodnega parka Singalila nudijo zavetje jelenom, rdečim pandam, činkaram, takin, serov, pasavec itd. Sundarbans je znan po projektu, namenjenem ohranjanju ogroženega bengalskega tigra, čeprav gozd gosti številne druge ogrožene vrste, kot so gangeški delfin, rečna sklednica in estuarijski krokodil. Gozd mangrove deluje tudi kot naravni ribji vrtec, ki podpira obalne ribe vzdolž Bengalskega zaliva. Ob priznavanju njegove posebne ohranitvene vrednosti je bilo območje Sundarbans razglašeno za biosferni rezervat.

## Upravna delitev
Od 1. avgusta 2022 je Zahodna Bengalija razdeljena na 30 okrožij.

### Mesta
Glavno in največje mesto države je Kalkuta (Kolkata bengalsko: [kolˈkata] () — tretja največja mestna aglomeracija in sedmo največje mesto v Indiji. Asansol je drugo največje mesto in mestna aglomeracija v Zahodni Bengaliji.
Glavna načrtovana mesta Zahodne Bengalije so Bidhannagar, New Town, Kaljani, Haldia, Durgapur in Kharagpur. Kalkuta ima nekaj načrtovanih sosesk, kot so New Garia, Toligunge in Lake Town. Siliguri je gospodarsko pomembno mesto in je na strateški lokaciji v severovzhodnem Siligurijskem koridorju (Piščančji vrat) v Indiji. Druga večja mesta v so Hovrah, Bardhaman, Baharampur, Džalpaiguri, Purulia in Čandannagar itd.

## Jeziki
Uradni jezik v Zahodni Bengaliji je bengalščina. Z okoli 200 milijoni govorcev v Bangladešu , Zahodni Bengaliji in sosednjih območjih je eden izmed desetih največjih jezikov na svetu. Po popisu iz leta 2001 kar 85,3 % prebivalcev Zahodne Bengale govori kot materni jezik bengalščino.
Največja jezikovna manjšina so govorci hindijščine, ki predstavljajo 7,2 % prebivalstva. Druge manjšine so večinoma govorci regionalnih jezikov iz skupine biharščine, ki je tesno povezana s hindijščino in je v uradno statistiko vključena pod izraz hindijščina. Nekateri muslimani govorijo tudi urdu (2,1 odstotka), muslimansko varianto hindujščine. 
Med avtohtonim plemenskim prebivalstvom so razširjeni različni jeziki, med katerimi jih je največ iz družine santalščine (2,8 %), ki spada v skupino munda jezikov v jezikovni družini avstroazijskih jezikov. V okrožju Dardžiling govorijo tudi nepalščino (1,3 %). Gre za narodnostno skupino Gurk, po rodu Nepalci ali Gurke, ki živijo v okrožju Dardžiling) (zahtevano območje avtonomije Gurka dežele). V zvezni državi Zahodna Bengalija živijo tudi različna domorodska plemena Adivasi. Popis iz leta 2001 je 5,5 % prebivalstva razvrstil med pripadnike domorodskih plemen t.i. ('priznanih plemen'). Najštevilčnejše domorodsko pleme v Zahodni Bengaliji so  Santali z okoli 2,28 milijona pripadnikov, sledijo pripadniki ljudstev Oraon (617.000), Munda (342.000), Bhumdži (336.000) in drugi.

## Religije
Večina prebivalstva Zahodne Bengalije je hindujske vere. Po popisu iz leta 2011 predstavljajo 70,5 % prebivalstva države. Obstaja tudi velika muslimanska manjšina, ki predstavlja 27 %. To je bila do ukinitve zvezne države Džamu in Kašmir tretja zvezna država po deležu muslimanskega prebivalstva, z Asamom na drugem mestu.  V absolutnem številu je Zahodna Bengalija s skoraj 25 milijoni muslimanov po Utar Pradešu  drugo največje muslimansko prebivalstvo v Indiji. Druge religije igrajo le manjšo vlogo, vendar obstajata majhna manjšini kristjanov (0,7 %) in budistov (0,3 %).